# Toplozračni balon
Toplozračni balon je vrsta zrakoplova. pri katerem vzgon zagotavlja topel  zrak, ki ima manjšo gostoto kot okoliški (hladnejši) zrak. Prvi let v toplozračnem balonu, ki sta ga zasnovala brata Montgolfier sta izvedla Jean-François Pilâtre de Rozier in François Laurent d'Arlandes 21. novembra 1783  v Parizu - ta podvig velja za prvi let v zgodovini človeštva. 